# Campamento de Bureij

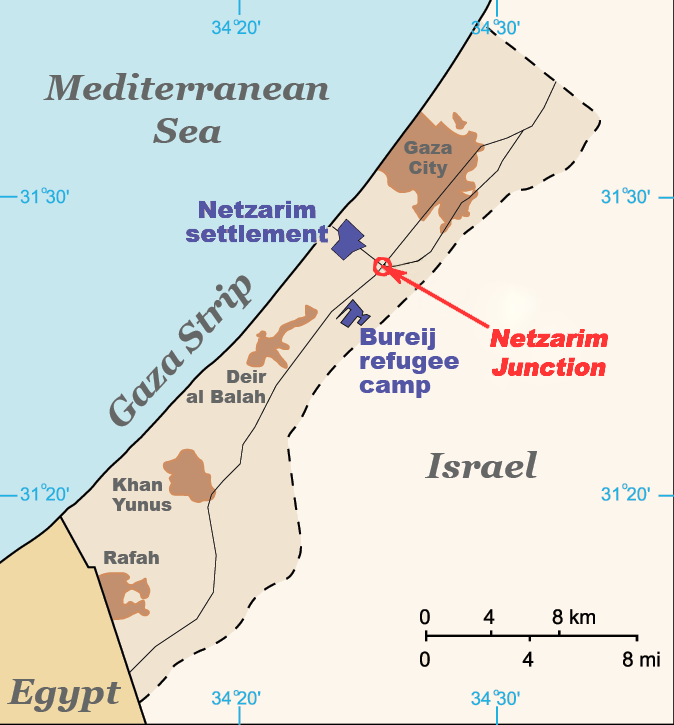
Ubicación del campamento de refugiados de Bureij.

El campamento de Bureij (en árabe: البريج‎: البريج) es un campamento de refugiados palestino ubicado en el centro de la Franja de Gaza, al este de la carretera Salah al-Din, en la Gobernación de Deir el-Balah. La superficie total del campamento es de 529 dunums (52,9 hectáreas) y tenía una población de 32.743 habitantes a mediados de 2023, si bien la guerra Israel-Gaza de 2023-24 ha modificado significativamente las estadísticas de población de toda la Franja de Gaza.

## Historia
El 29 de noviembre de 1947, la Asamblea General de las Naciones Unidas aprobó la resolución 181, más conocida como el Plan de Partición de Palestina, que impulsaba la creación de un estado judío y uno árabe en el territorio del Mandato Británico de Palestina. Como consecuencia del avance de las tropas judías antes y durante la guerra árabe-israelí de 1948, unos 700.000 palestinos fueron expulsados o huyeron de sus hogares. A la conclusión de la guerra, Israel les negó el derecho de retorno, por lo que Naciones Unidas decidió crear la Agencia de Naciones Unidas para los Refugiados de Palestina en Oriente Próximo (UNRWA) y una serie de campamentos de refugiados en la Franja de Gaza, Cisjordania, Líbano, Siria y Jordania. 
El campamento se estableció en 1949 con una población de 13.000 palestinos procedentes de las zonas circundantes a Gaza. Un pequeño porcentaje de los refugiados se alojó en los barracones del ejército británico, pero la mayoría de ellos fueron ubicados en tiendas de campaña. UNRWA construyó casas de cemento en 1950 para reemplazar dichas tiendas.
Antes del bloqueo israelí de la Franja de Gaza, la mayoría de los refugiados del campamento de Bureij trabajaban bien como asalariados en Israel, bien en las explotaciones agrarias de la propia Franja. Hoy en día, algunos refugiados han establecido sus propios negocios y el mercado local, que se realiza todos los jueves, atrae a comerciantes y compradores de toda la Franja de Gaza.

### Incidente de la Unidad 101
En la noche del 28 de agosto de 1953, algunos refugiados que dormían en sus tiendas vieron cómo les arrojaban bombas a través de las ventanas y, cuando huyeron, fueron acribillados con armas pequeñas y con automáticas. Según Yoav Gelber, después de un mes de adiestramiento de la Unidad 101, "una patrulla de la unidad [...] se infiltró en la Franja de Gaza como parte de un entrenamiento, se encontró [con palestinos] en el campamento de refugiados de al-Bureij, abrieron fuego para salir de allí y dejaron aproximadamente 30 árabes muertos y docenas de heridos." Según Azmi Bishara, 43 civiles palestinos -incluidas siete mujeres- fueron asesinados y 22 resultaron heridos. El informe de la Comisión Mixta del Armisticio propuso una cifra de 20 muertos, 27 heridos graves y 35 heridos de menor consideración. Dos soldados de la Unidad 101 resultaron heridos. Ariel Sharón, que dirigió el ataque personalmente, escribió en su informe: 

El enemigo abrió fuego sobre mí desde el noroeste... Decidí que era mejor atravesar el campamento y escapar por el otro lado que volver por donde había venido, porque los cultivos, jardines, alambres de espino y guardias hacían difícil moverse en aquella dirección... También decidí que pasar a la ofensiva era mejor que dar la impresión de que intentábamos huir... Por lo tanto,  invadí el campamento con mi grupo.

El ataque fue duramente condenado por la Comisión Mixta del Armisticio, que lo catalogó de “un caso atroz de asesinatos en masa deliberados”. También fue criticado en público por al menos un ministro del gabinete israelí. La Comisión Mixta del Armisticio, en una reunión de emergencia, adoptó por mayoría una resolución según la cual el ataque había sido llevado a cabo por un grupo de israelíes armados. El Mayor General Bennike, Jefe de la Organización de Supervisión de la Tregua de Naciones Unidas, declaró que era "probable, en vista del hecho de que un cuarto de las quejas israelíes durante las últimas cuatro semanas se referían a infiltraciones desde esta zona," que la explicación más probable fuese la de un "ataque de represalia indiscriminado".

### Ocupación Israelí
El 22 de agosto de 1988, Hani al-Shami, un residente de Bureij, fue asesinado por soldados israelíes de la Brigada Givati. El 4 de octubre de 1989, Maher Mahmud al-Makadma fue abatido por tropas israelíes mientras pintaba eslóganes. El 20 de septiembre de 1990, un soldado israelí en ropa de civil se equivocó de camino o se dirigió voluntariamente al campamento de refugiados palestinos de Bureij, donde fue linchado por una multitud enfurecida.

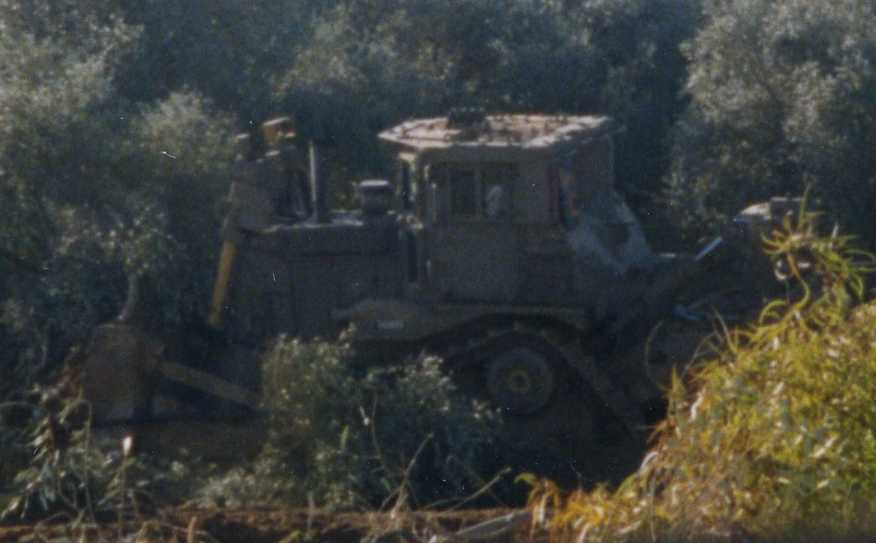
Bulldozer israelí en el campamento de refugiados de Bureij

El 30 de septiembre de 2000, dos residentes de Bureij fueron protagonistas de un incidente que acabaría resultando icónico a nivel mundial y representativo de la Segunda Intifada. Jamal Al-Durrah y su hijo Muhammad, de doce años, se vieron envueltos en un tiroteo entre soldados israelíes y fuerzas de seguridad palestinas. La escena fue grabada por un cámara de France 2 y acabó con la muerte del joven Muhammad. Tanto France 2 como fuentes palestinas aseguraron que los dispararon que acabaron con la vida de Muhammad provenían del lado israelí. Israel admitió inicialmente que los disparos mortales habían sido realizados por sus soldados, pero siete años después retiró dicha afirmación y negó su responsabilidad en la muerte de Muhammad.
El 11 de marzo de 2002, un grupo de tanques israelíes entraron en Bureij y rodearon a una gran cantidad de palestinos, de los que dos resultaron muertos. Cuatro días después, el 15 de marzo de ese mismo año, una mujer palestina y cuatro de sus hijos murieron tras pisar con su carreta una mina israelí situada en un camino de Bureij. Un niño que caminaba a su lado quedó en estado crítico. El 20 de noviembre de 2002, unos soldados israelíes dispararon e hirieron a dos niños palestinos de 12 años en el campamento de Bureij. Un ataque de helicópteros y tanques israelíes el 6 de diciembre de 2002 dejó un balance de 10 personas muertas. Una investigación de la ONU averiguó que ocho de estas diez personas eran civiles desarmados. Dos de ellos eran empleados de la ONU.
El 3 de marzo de 2003, una incursión de unos 40 blindados y excavadoras penetraron en Bureij durante la noche y dejaron 8 muertos y 25 heridos a su paso, entre ellos una mujer embarazada y un adolescente de 13 años. El coronel israelí al mando de la operación afirmó no saber de la muerte de mujeres o niños, afirmando que solo habían matado terroristas. Fuentes palestinas afirmaron que se había impedido el acceso de las ambulancias y que los soldados colocaron explosivos en algunas casas tras expulsar a sus habitantes. El 25 de septiembre de 2003, una niña de 3 años murió en a causa de un shock nervioso tras una incursión israelí en el campamento. El 6 de marzo de 2004, una fuerza de ataque israelí sufrió una emboscada en el interior de Bureij.
En julio de 2007, una incursión del ejército israelí en el campamento de refugiados de Bureij, consistente en aproximadamente 10 tanques y dos bulldozers respaldados por helicópteros, fueron emboscados por miembros del brazo armado de Hamás, las Brigadas de Ezzeldin Al-Qassam, con resultado de un soldado israelí muerto. El 6 de octubre de 2007, la entrada de fuerzas israelíes con apoyo de la aviación en la parte oriental del campamento derivó en enfrentamientos armados.

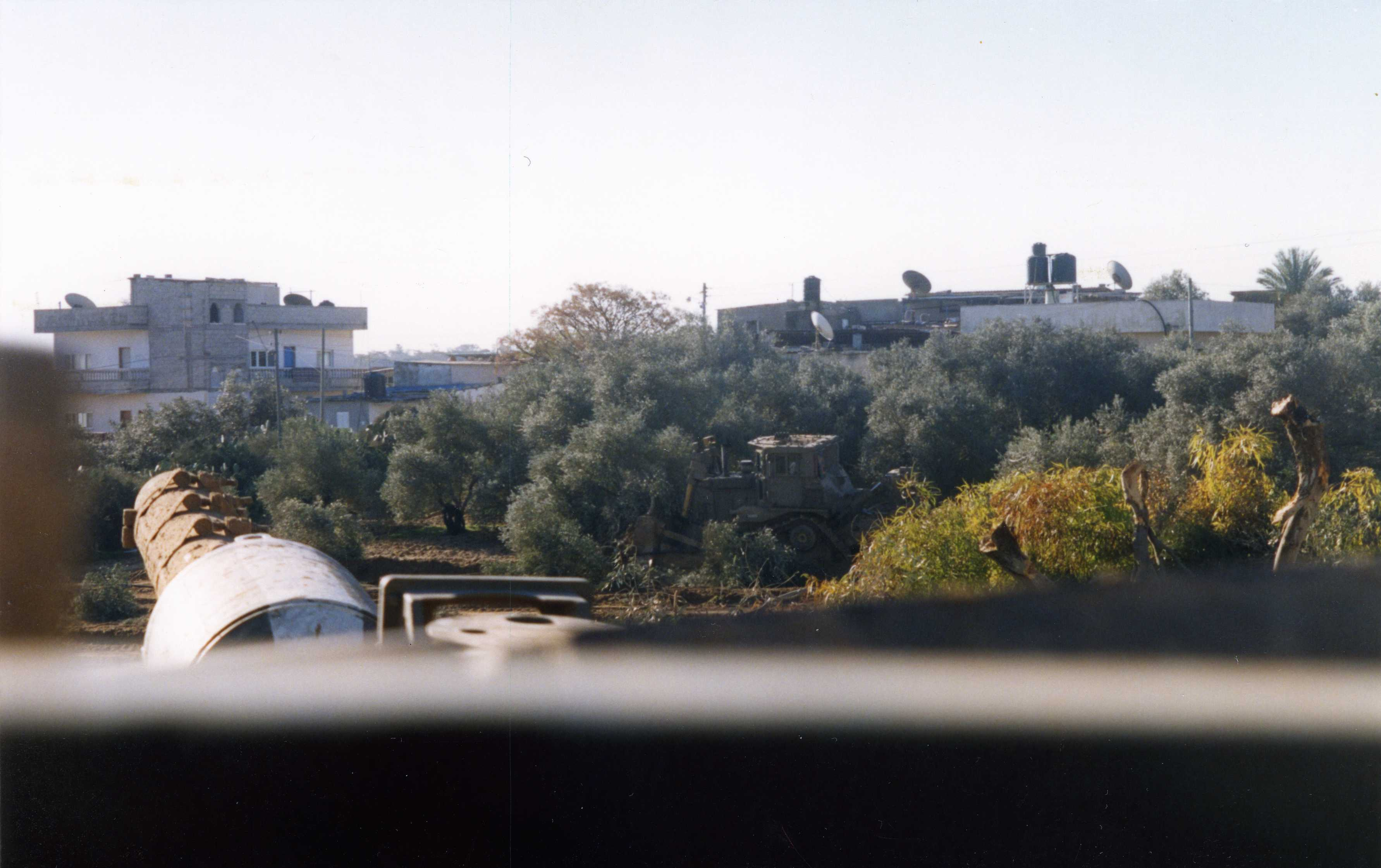
Bulldozer israelí en Bureij (en el centro de la imagen, entre los árboles)

El 27 de febrero de 2008, Israel llevó a cabo una ejecución extrajudicial en el campamento. Un periodista de Reuters, Fadel Oda Shana, de 23 años, fue uno de los doce muertos causados por un bombardeo de la artillería israelí en Bureij el 16 de abril de 2008. Entre los heridos, más de veinte según fuentes hospitalarias palestinas, hubo mujeres y niños. Durante el bombardeo israelí de la Franja de Gaza en enero de 2009, diez personas resultaron heridas en un ataque a un centro de salud de la ONU en Bureij, mientras que cuatro personas murieron y 16 más fueron heridas en un ataque a un mercado. El 11 de febrero de 2010, tres hermanas de 13, 8 y 5 años resultaron heridas de metralla tras el impacto de un proyectil israelí en su casa a las afueras de Bureij. La artillería israelí perseguía a milicianos palestinos y consiguió abatir a dos de ellos. El 5 de noviembre de 2012, un palestino murió por disparos efectuados por soldados israelíes junto al muro fronterizo que separa Gaza de Israel.
El 20 de julio de 2014, un F-16 israelí bombardeó un edificio de apartamentos en el campamento de Bureij, causando la muerte de al menos 6 personas de la misma familiaː Miftiya Ziadah, de 70 años, tres de sus hijos, Jamil, Omar y Youssef; la esposa de Jamil, Bayan, y su hijo de 12 años Shaaban. Se da la circunstancia de que los fallecidos eran familia de Henk Zanoli, un abogado holandés que salvó a un niño judío ocultándolo más de dos años durante la Segunda Guerra Mundial, y a quien el Estado de Israel había concedido la medalla de Justo entre las Naciones. Henk Zanoli renunció a la medalla tras el ataque, declarando que mantenerla habría sido un insulto a la memoria de su madre.
El 29 de julio de 2014, en el contexto de la Guerra de Gaza de 2014, 17 personas murieron en un solo día por los bombardeos israelíes sobre el campamento de refugiados de Bureij, entre ellas el alcalde Anis Abu Shamalah y varias mujeres y niños.
'Abd a-Rahman Hussein Jaber Abu Hamisah, un adolescente de 16 años del campamento de Bureij, murió el 28 de julio de 2017 por los disparos de soldados israelíes que se encontraban a unos 50 metros de distancia, en el transcurso de una manifestación cerca de la valla de separación. Según la ONG B'Tselem, no participaba en ningún tipo de enfrentamiento en el momento en el que fue abatido.

#### Guerra Israel-Gaza de 2023-24
Durante la guerra de 2023-24, el ejército israelí utilizó buldóceres y cargas explosivas para demoler una parte importante del campamento que quedaba a menos de un kilómetro de la frontera palestino-israelí. En concreto, destruyó más de 1200 estructuras entre los campamentos de Maghazi y Bureij. Amnistía Internacional ha explicado que estas acciones constituyen los crímenes de guerra de destrucción arbitraria y castigo colectivo, y ha pedido que se abra una investigación internacional al respecto.

## Infraestructuras
Hoy en día, la mayoría de los refugiados de Bureij, así como los de los demás campamentos de la Franja de Gaza, viven en edificios densamente poblados. Alrededor del setenta por ciento de los tejados del campamento son de zinc. El campamento no tiene un sistema de alcantarillado y la mayoría de residuos se acumulan en el Wadi Gaza, un arroyo al norte del campamento que, como resultado de los vertidos, supone un riesgo para la salud pública. La mayoría del agua que se consume en el campamento proviene de una empresa de agua israelí.
Bureij tiene seis escuelas de primaria y dos escuelas de secundaria, con un total de 9.306 alumnos al final de 2004. Todas las escuelas del campamento están organizadas por UNRWA.
Dispone de un centro de salud gestionado por UNRWA que incluye una maternidad. Tiene más de una treintena de trabajadores y más de 10.000 visitas mensuales. Igualmente, existe un Centro de la Mujer que fue reconstruido por UNRWA en 1995, y un Centro para Actividades de la Población Juvenil llevado en colaboración por UNRWA, UNDP y UNICEF.

### Audio y vídeo
- Fuertes combates en el corazón del campamento de refugiados de Bureij, BBC News, 6 de diciembre de 2002.

- Datos: Q2928440
- Multimedia: Bureij Camp / Q2928440